# Dateline NBC
Dateline NBC ist eine US-amerikanische Nachrichtensendung, die seit dem 31. März 1992 auf dem Sender NBC ausgestrahlt wird. Sie beschäftigt sich in den einzelnen Ausgaben insbesondere mit Kriminal- und Mordfällen. Die bekannteste Ausgabe ist To Catch a Predator. Alle Ausgaben können darüber hinaus über eine Online-Mediathek auf der Website per Flash-Stream abgerufen werden.